# Peter Mayhew
Peter William Mayhew (London, 1944. május 19. – Boyd, Texas, 2019. április 30.) brit–amerikai színész. 
Leginkább a Csillagok háborúja-filmekből ismert mint a legendás vuki, Chewbacca (ejtsd: Csubakka) megformálója. Mayhew az 1977-ben megjelent Egy új remény és a 2015-ös Az ébredő Erő között valamennyi filmben látható volt ebben a szerepben, mielőtt 2015-ben visszavonult a színészettől.

## Fiatalkora
1944 májusában született Londonban, és a Surrey-i Barnesban nőtt fel. Felnőttkorára 2,21 méteres magasságot ért el.

## Karrierje
Első szerepét 1976-ban kapta a Szindbád és a tigris szeme című filmben, miután a producerek észrevették a fényképét egy újságcikkben, amely nagylábú emberekről szólt. Mayhew egy minótaurusz szerepét kapta meg.
1977-ben tett szert nemzetközi hírnévre, miután George Lucas beválogatta őt a készülő első Csillagok háborúja-filmbe. Lucasnak egy magas emberre volt szüksége, aki el tudja játszani a szőrös vuki, Chewbacca szerepét, ezért először a közel két méteres testépítőt, David Prowset kérte fel, ám ő végül inkább Darth Vader szerepét választotta. Lucas ezután elkezdte keresni az alkalmas jelöltet, és ráakadt Mayhew-re, aki akkoriban a londoni King's College Hospital radiológiai osztályán dolgozott. Mayhewnek csupán annyi dolga volt, hogy felálljon, és máris megkapta a szerepet.
A színész az eredeti trilógia valamennyi epizódjában (Egy új remény, A Birodalom visszavág, A jedi visszatér) megformálta Chewbaccát, ezen felül még az űreposz további két részében, A Sith-ek bosszújában és a 2015-ös Az ébredő Erőben is látható volt ugyanebben a szerepben, akárcsak a Star Wars Holiday Special című paródiában és a Muppet Show egy 1980-as epizódjában is. A Star Wars: A klónok háborúja animációs sorozat 3. évadának befejező epizódjában a hangját kölcsönözte.
Mayhew később további kisebb filmszerepekben, sorozatokban és televíziós reklámokban is feltűnt, valamint írt két könyvet is (Growing Up Giant, My Favorite Giant). 2015-ben a finn Joonas Suotamoval megosztva játszotta Chewbaccát Az ébredő Erőben, ezután egészségügyi okokból végleg átadta a szerepét a későbbi filmekre, és konzulensként dolgozott tovább.

## Magánélete
Mayhew Texasban élt feleségével, Mary Angelique-vel. 2005-ben kapta meg az amerikai állampolgárságot. 2013-ban térdműtéten, 2018-ban pedig gerincműtéten esett át.
2019. április 30-án, 74 éves korában hunyt el otthonában szívinfarktus következtében.

## Filmográfia

### Filmek
- Szindbád és a tigris szeme (1976)
- Star Wars: Egy új remény (1977)
- Terror (1978)
- Star Wars: A Birodalom visszavág (1980)
- Return of the Ewok (rövidfilm, 1982)
- Star Wars: A Jedi visszatér (1983)
- Star Tours (rövidfilm, 1987)
- Dragon Ball GT – Goku öröksége (szinkronhang, 2004)
- Comic Book: The Movie (2004)
- Star Wars: A Sith-ek bosszúja (2005)
- Yesterday Was a Lie (2008)
- Star Wars: Az ébredő Erő (2015)
- Killer Ink (2016)
- Star Wars: Az utolsó Jedik (konzulens, 2017)
- Solo: Egy Star Wars-történet (konzulens, 2018)

### Televíziós szerepek
- Donny & Marie (1977)
- Star Wars Holiday Special (1978)
- The Muppet Show (1980)
- Dark Towers (1981)
- The Kenny Everett Television Show (1985)
- Star Wars: A klónok háborúja (2011)
- Glee – Sztárok leszünk! (2011)

## Fordítás
- Ez a szócikk részben vagy egészben  a   Peter Mayhew című angol Wikipédia-szócikk fordításán alapul.  Az eredeti cikk szerkesztőit annak laptörténete sorolja fel. Ez a jelzés csupán a megfogalmazás eredetét és a szerzői jogokat jelzi, nem szolgál a cikkben szereplő információk forrásmegjelöléseként.